# NGC 6640
NGC 6640 este o galaxie spirală situată în constelația Lira. A fost descoperită în 21 august 1884 de către Édouard Stephan⁠(d). Se află la o distanță de 98,7 de megaparseci de Pământ.